# Les Sorts (Moror)
Les Sorts és un indret del terme de Sant Esteve de la Sarga, al Pallars Jussà, en el territori del poble de Moror.
Està situat al sud de Moror, a mig camí de la baixada cap al barranc del Bosc.